# Barbican Centre
Barbican Centre este un centru de arte interpretative aflat pe domeniul Barbican Estate din Londra și cel mai mare de acest fel din Europa. Centrul găzduiește concerte de muzică clasică și contemporană, spectacole de teatru, proiecții de film și expoziții de artă. Aici se află, de asemenea, o bibliotecă, trei restaurante și un conservator. Barbican Centre este membru al Global Cultural Districts Network.
Orchestra Simfonică din Londra și Orchestra Simfonică BBC își susțin concertele în Sala de Concerte a Centrului. În 2013 a devenit din nou locul de desfășurare al Royal Shakespeare Company din Londra, după ce compania plecase în 2001.
Barbican Centre este deținut, finanțat și administrat de către City of London Corporation, a treia cea mai mare fundație artistică din Marea Britanie. A fost construit ca un cadou al orașului pentru poporul englez, a costat 161 de milioane de lire (echivalentul a 480 de milioane de lire în 2014) și a fost deschis oficial pentru public de către regina Elisabeta a II-a pe 3 martie 1982. Barbican Centre este cunoscut, de asemenea, pentru arhitectura brutalistă.

## Legături externe
- The Barbican Centre official website
- The history of the Barbican Estate
- Stay with Barbican Centre hotels Arhivat în 5 martie 2016, la Wayback Machine.
- "Martin Kettle, "Good Old Barbican", The Guardian (London), 2 March 2002 Analysis of the Centre after 20 years.
- The Barbican Centre, QuickTime VR Arhivat în 18 ianuarie 2013, la Archive.is
- Interview with Alex Webb at The Barbican